# Lori Glori

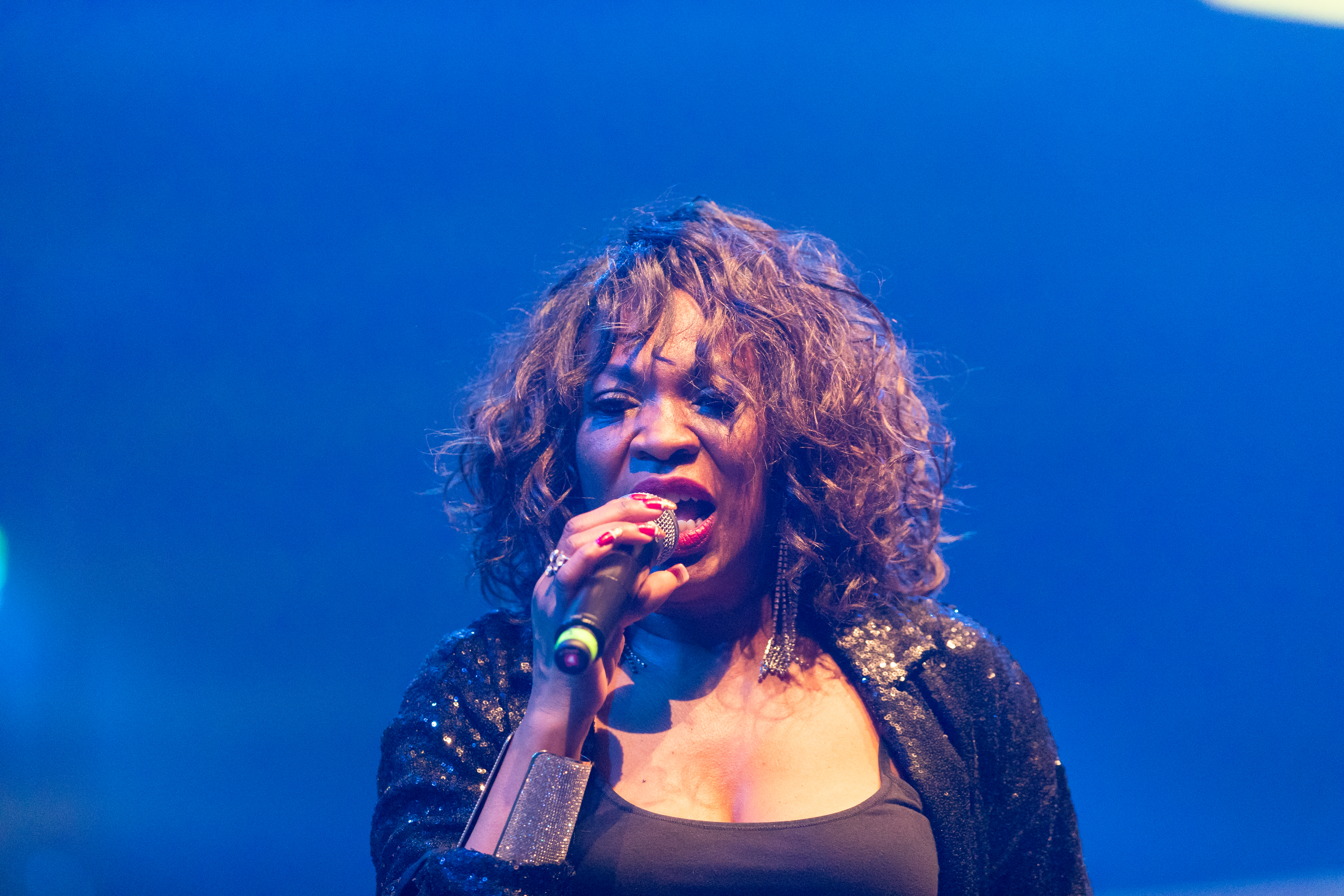
Lori Glori bei einem Auftritt mit Intermission (2017)

Lori Glori (bürgerlich Lori Hölzel, geborene Lori Ham; * 10. Oktober 1962 in Oceanside, Kalifornien) ist eine US-amerikanische Künstlerin, die als Sängerin, Songwriterin, Produzentin, Motivationsrednerin und Entertainerin tätig ist. Sie gilt als eine der Pionierinnen der Eurodance-Szene.

## Leben
Lori Ham wuchs mit drei Schwestern in San Francisco auf. Ihr Vater, Clarence Ham Senior, ein ehemaliger Marinesoldat und Chefkoch, diente auch als Diakon in der Bayview Baptist Church. Loris Mutter Deloris Ham war Managerin eines Donut-Geschäfts.
Bereits in ihrer Kindheit hegte Lori Ham den Traum, Sängerin zu werden. Diesen Weg begann sie gemeinsam mit ihren Schwestern Denise und Angela Ham in der Bayview Baptist Church in ihrer Heimatstadt San Francisco, wo sie gemeinsam Gospel sangen. Sie gründeten die Gruppe "Ham Sisters" und hatten damit Erfolg, gewannen Gesangswettbewerbe und traten in Veranstaltungsorten und Kirchen in der Bay Area Kaliforniens auf. Nachdem sich die Gruppe aufgelöst hatte, suchte Lori Ham nach neuen Herausforderungen. Bei einem Vorsingen für Bill Summers setzte sie sich gegen 45 andere Sängerinnen durch und wurde zur Frontfrau der Gruppe „Bill Summers And Summers Heat“. Mit Songs wie „Call It What You Want“, „Straight To The Bank“, „Jam The Box“ und „At The Concert“ erzielten sie große Erfolge und tourten durch die Vereinigten Staaten und Europa, u. a. nach England, Deutschland, Frankreich, Griechenland, Spanien und Italien.
Nach den Tourneen entschied sie sich, die Band zu verlassen und ihre Solokarriere in Deutschland zu starten. Ihre erste Solosingle „Body & Soul“, die sie unter ihrem Künstlernamen Lori Glori veröffentlichte, wurde von Frank Farian produziert. Darüber hinaus arbeitete sie mit Dance Music Productions (DMP) zusammen und spielte eine wichtige Rolle in der Entwicklung der europäischen Euro Dance-Szene. Neben Künstlern wie Melanie Thornton (La Bouche), Snap, Captain Hollywood, Magic Affair und Dr. Alban war Lori Glori eine der Pionierinnen dieses Genres und bereitete die Bühne für den neuen Sound der 90er Jahre. Während dieser Zeit traten die Backstreet Boys und N`Sync während ihrer Europa-Promo-Tournee in großen Konzertsälen als Lori Gloris Vorband auf. Als Frontfrau von „Intermission“ brachte Lori Glori mit ihrer Stimme und Bühnenpräsenz Hits wie „Six Days“, „Give Peace A Chance“ und „Piece of my Heart“ in die Top 50 der deutschen Charts.
Lori Glori war auch die Stimme hinter den erfolgreichsten Songs des Schweizer Entertainers DJ BoBo, darunter Hits wie „Let the Dream Come“, „There’s a Party“, „Shadows of the Night“, „Pray“ und „Respect Yourself“, die alle den Triple-Platin-Status erreichten. Die Zusammenarbeit begann damit, dass DJ BoBo Lori Glori vorschlug, Testaufnahmen mit ihr und zwei weiteren Sängerinnen zu machen. Lori Glori willigte ein und reiste später nach Northeim in Niedersachsen, um DJ BoBo und sein Team zu treffen. Sie nahm mehrere Songs auf, darunter Let the Dream Come True und There is a Party. Nach den Aufnahmen erhielt sie 10.000 DM bar auf die Hand und unterschrieb ein deutsches Schriftstück. Nach ihrer Erinnerung vereinbarten sie mündlich Folgendes: Wenn DJ BoBo sich für ihre Stimme entscheidet, dann gibt er ihr Bescheid und sie sprechen über ihre finanzielle Beteiligung. Diese Praxis kannte sie auch von ihren bisherigen Produktionen. Laut der Sängerin versicherte DJ Bobo ihr außerdem, dass sie die Songs dann mit ihm zusammen auf der Bühne singt. DJ BoBo verwendete Lori Gloris Stimme tatsächlich in seinen Songs, jedoch kam es danach  bezüglich einer Gewinnbeteiligung oder Kooperation zu keinem weiteren Kontakt mit der Sängerin. Trotz des Erfolgs dieser Eurodance-Hits war Lori Glori selbst nicht am Millionenerfolg beteiligt und wurde auch nicht als Leadsängerin auf DJ BoBos Platten aufgeführt. Nach der Veröffentlichung von „World in Motion“ und „There’s a Party“ leitete sie erfolglos rechtliche Schritte gegen die Verwendung ihrer Stimme ein. Ihre Klage wurde im Jahr 2000 abgewiesen, da sie alle Rechte an DJ BoBo abgetreten hatte und das Gericht zu der Auffassung gelangte, dass die Tatsache, dass DJ Bobos Frau Nancy Baumann ihre Stimme lippensynchronisierte, eine branchenübliche Praxis sei.
Lori Gloris Lebensgeschichte wurde 2011 von der Autorin Damaris Kofmehl in dem Buch Lori Glori – das bewegende Leben einer Sängerin beschrieben.

## Diskografie
Solo
- Body-N-Soul
- Show Me the Way
- Praise Him
- That’s What He Said

Mit Bill Summers & Summers Heat
- On Sunshine (Album)

Mit Intermission
- Six Days
- Give Peace a Chance
- Piece of my Heart

Mit Loft
- Live It Up
- Wake the World

Mit DJ BoBo
- Let the Dream Come True
- There Is a Party
- Pray
- Respect Yourself
- It’s My Life
- Shadows of the Night
- We are children

Mit Captain Hollywood Project
- Flying High
- The Way Love is

Mit Centory
- Take It to the Limit
- Eye in the Sky

Mit Powersound
- Freedom Forever